# Nine Track Mind
《Nine Track Mind》는 미국의 싱어송라이터 찰리 푸스의 데뷔 스튜디오 음반이다. 2015년 11월 6일 발매 예정에 따라 아티스트 파트너 그룹과 애틀랜틱 레코드가 2016년 1월 29일 발매하였다. 푸스는 음반 전체에 걸쳐 프로듀싱을 해왔다.
이 음반의 리드 싱글인 〈Marvin Gaye〉는 메건 트레이너가 수록된 이 음반은 원래 2015년 2월 10일에 《Some Type of Love's》로 발매되었으며, 빌보드 핫 100에서 21위로 정점을 찍고 프랑스, 아일랜드, 뉴질랜드, 영국 등 다양한 국가에서 차트 1위를 차지했다. 이 음반의 두 번째 싱글인 〈One Call Away〉는 2015년 8월 20일에 발매되어 빌보드 핫 100에서 12번까지 올랐다. 2016년 5월 24일, 푸스는 셀레나 고메즈가 참여한 세 번째이자 마지막 싱글 〈We Don't Talk Anymore〉를 발매했고, 이 곡은 빌보드 핫 100에서 9위로 정점을 찍었다. 2016년 11월 2일 〈Dangerously〉 뮤직비디오가 공개됐다.